# 角 (货币单位)
角是貨幣單位，1元=10角，1角=10分。

## 各地稱呼
- 在粤语，角称为毫，俗稱毫子，1毫=10仙（或厘）。廣東人仍習慣稱角為毫，港元、澳門幣均使用「毫」為正式單位，現時香港和澳門最低面值的硬幣為一毫。

- 在現代標準漢語（普通話、國語）中，角又称为毛，从毫字简化而来。例如一毛錢即是一毫。現時新臺幣最低面值的硬幣為5角（在臺灣市面已不能使用，須集滿兩枚，至臺灣銀行兌換為一元）。

- 在某些货币体系，如欧元、美元等，在“元”和“分”之间没有对应“角”的货币单位。但在美國和加拿大，一個10分硬幣稱為one dime（英语：Dime）。雖然如此，dime只是指10分硬幣這個物體，而不是指它的價值。例如兩個5分硬币只會叫做two nickels，而不會叫做「one dime」。